# Садовое (Астраханская область)
Садо́вое (Грачи) — село в Ахтубинском районе Астраханской области, образует муниципальное образование «Село Садовое» со статусом сельского поселения.

## География
Село расположено в 64 км на северо-запад от Ахтубинска на левом берегу Волги.

## История
До января 1963 года Грачевский сельский Совет входил в состав Черноярского района. На основании решения Астраханского облисполкома № 12 от 12.01.1963 года в связи с укрупнением Енотаевского района Грачевский сельский Совет был переименован в Садовский сельский Совет Енотаевского района (чтобы не путать с сельсоветом с центром в селе Грачи). На основании решения Астраханского облисполкома № 705 от 27.09.1963 года Садовский сельский Совет перешел в подчинение Владимировского райисполкома Астраханской области. Решением Владимировского райисполкома № 76 от 25.02.1966 года село Грачи Садовского сельского Совета было переименовано в село Садовое того же Совета.
По видимому, данное решение не было утверждено законодательными органами области и ВС РСФСР, так как село по прежнему на топокартах продолжало отмечаться как Грачи с уточнением в скобках Садовое. Окончательно решение о переименование села было утверждено постановлением правительства РФ от 17 апреля 2014 года № 348.
С 1 января 2006 года в соответствии с Законом Астраханской области № 43/2004-ОЗ от 6 августа 2004 года муниципальное образование «Село Садовое» с административным центром в селе Грачи наделено статусом сельского поселения, в редакции 2014 г. слово Грачи было заменено на Садовое.

## Население
| 2002 | 2010 | 2012 | 2013 | 2014 | 2015 | 2016 |
| ---- | ---- | ---- | ---- | ---- | ---- | ---- |
| 448  | ↘411 | ↘409 | ↘408 | →408 | ↘406 | ↘401 |
| 2017 | 2018 | 2019 | 2020 | 2021 |      |      |
| ↘394 | ↘383 | ↘368 | ↘360 | ↘232 |      |      |

| Национальность | Численность (2010) | Процент |
| -------------- | ------------------ | ------- |
| Русские        | 239                | 57,9%   |
| Татары         | 138                | 33,4%   |
| Даргинцы       | 24                 | 5,8%    |
| Украинцы       | 7                  | 1,7%    |
| Казахи         | 5                  | 1,2%    |
| Всего          | 413                | 100%    |

## Инфраструктура
Нет данных

## Транспорт
Завершающий пункт региональной автодороги Капустин Яр — Садовое (идентификационный номер 12 ОП РЗ 12Н 011). Остановка общественного транспорта «Садовое».